# Stefan Jonsson (zoolog)
Stefan Jonsson, född 1941, är en svensk zoolog och expert på lodjur och andra stora kattdjur.
I slutet av 1970-talet fick Jonsson under åtta års tid med resurser från Världsnaturfonden WWF och Statens naturvårdsverk möjlighet att undersöka och kartlägga lodjurets levnadssätt. Resultatet blev boken Lodjur 1983 som året efter belönades med priset Årets Pandabok.
Jonsson har medverkat i fler böcker om lodjur och andra kattdjur, och har varit koordinator för bevarandeprojektet för Asiatiskt lejon i Europa. Han har även arbetat som djurparkschef vid Parken Zoo Eskilstuna och arbetat med uppfödning av tigrar och leoparder.